# سیارک ۱۵۹۴۶
سیارک ۱۵۹۴۶ (به انگلیسی: 15946 Satinsky، نامگذاری:1998AP7) پانزده هزار و نهصد و چهل و ششمین سیارک کشف شده‌است که در ۸ ژانویه ۱۹۹۸ کشف شد.
قدر مطلق سیارک برابر ۱۵.۵ است.